# 表面重构
表面重构（surface reconstruction）指的是晶体表层原子的排布结构与晶体内部原子的排列方式不一致的现象。对表面重构的研究可以帮助理解不同材料表面上的化学特性。表面重构既可以发生在单一化学组分的晶体表面（例如Si(111)7×7表面重构）；当另一种材料吸附在晶体表面（例如银原子吸附在Si(111)7×7表面），吸附原子也可以引起新的重构。

## 基本原理
理想情况下的晶体向各方向无限延伸，其中任一原子的平衡位置由晶体中其他所有原子对其作用力的总和决定。因此，每个原子所在的位置在理想晶体中是等价的，生成的晶体结构是周期性的。现实情况下的晶体大小有限，这就导致了靠近晶体表层的原子受到的作用力不同于晶体内部的原子，从而造成晶体表面原子排列方式不同于晶体内部的结果。晶体表层原子的这种行为可被分为弛豫（relaxation）和重构（reconstruction）两种情况。
弛豫指表面的原子层整体相对于内部的本体（bulk）的位置变化。较为常见的情况是垂直方向上的上下位移，即法向弛豫（normal relaxation）。大部分金属表面上的弛豫都是这种类型。某些材料的表面也可能在发生法向弛豫的同时有切向的弛豫。
重构指表面原子层上的原子重新排布所导致的表层二维结构的变化。重构可能会改变表面的对称性：例如在Pt(100)表面，重构使得原先的正方形晶格变成六角形晶格。重构既可以只影响表面的一层原子，也可以影响多层的原子。遵循原子数守恒的重构（即重构前后表面的原子总量不变）被称作“保守重构（conservative reconstruction）”；反之则被称作“非保守重构（non-conservative reconstruction）”。

## 吸附物参与的重构
上述的弛豫和重构只考虑了真空中原子级清洁表面上的理想情况，即不考虑材料表面与其他介质的相互作用。然而，表面上的吸附也可引起或改变表面的重构。
表面重构是否受吸附的影响主要取决于以下几个因素：
- 衬底和吸附物的组成成分；
- 衬底上吸附物的表面覆盖率；
- 周围的环境条件（即温度、气压等）。

吸附物参与重构的一个实际例子是铟原子在Si(111)表面上的吸附。扫描隧道显微镜的图像中可观测到两种不同的重构——{\displaystyle Si(111){\sqrt {3}}\times {\sqrt {3}}}-{\displaystyle In} 和 {\displaystyle Si(111){\sqrt {31}}\times {\sqrt {31}}}-{\displaystyle In} 在表面上共存。这是由于吸附物在表面上不同区域的不同局域覆盖率所引发的不同类型的重构。

## 符号标记
一般来说，表面上的重构都可以通过一个矩阵标记来描述。如果 {\displaystyle a} 和 {\displaystyle b} 代表重构发生前表面结构的基矢，{\displaystyle a_{s}} 和 {\displaystyle b_{s}} 代表重构发生后重构结构的基矢，则可用以下方程组联系两者：
{\displaystyle a_{s}=G_{11}a+G_{12}b}
{\displaystyle b_{s}=G_{21}a+G_{22}b}
借助以上的方程组，可以用以下的矩阵来表示二维的重构：
{\displaystyle G={\begin{pmatrix}G_{11}&G_{12}\\G_{21}&G_{22}\end{pmatrix}}}
对于表面重构，更常见的标记方式是Wood's记号：
X(hkl) m × n - R{\displaystyle \phi }
描述的是(hkl)平面上的重构。例如，“calcite(104)(2×1)重构”意为 calcite（方解石）(104)重构平面的原胞中一条基矢的长度变为重构前的两倍，另一条和重构前的长度一样。φ 代表重构后的原胞相对于重构前的旋转角。若 φ = 0，则最后一项可以略去不写。Wood's记号仅适用于表示重构前后基矢的夹角不发生改变的情况；若旋转对称性发生变化（例如正方形晶格经过重构后变成了六角形晶格），则无法用Wood's记号来表示。

## 实验测定方法
测定材料表面的重构不但需要测量表面原子的排列方式，还得将表面的结构与材料内部的结构相互比较。符合要求的实验测量手段大致可分为两类：基于衍射的实验方法，例如低能电子衍射（LEED）或卢瑟福背散射；以及分辨率达到原子尺度的扫描探针技术，例如扫描隧道显微镜（STM）或原子力显微镜（AFM）。

## 实际例子

### Si(100)和Si(111)表面
由于硅的晶体结构是钻石结构，Si(100)的理想表面结构是1×1的正方形晶格，且每一硅原子都连接着两条悬键。实际观测到的Si(100)表面发生了2×1重构——硅原子两两通过悬键的连接形成一列列二聚体，使悬键的数量减少了一半。这些二聚体有较好的长程有序度，可以在低能电子衍射实验中观测到。
Si(111)的重构较为复杂。硅在低温下沿(111)方向的解理会出现2×1重构，而加热到400°C以上时会出现更加复杂的7×7重构。7×7重构可以用二聚体-吸附原子-堆垛层错（DAS）模型来解释。一个7×7重构表面的原胞包含9个二聚体，12个吸附原子，以及一个角洞（corner hole）。Si(111)的7×7重构结构的探索历经长达25年；科学家借助了低能电子衍射和反射式高能电子衍射（RHEED）的测量，以及理论计算才得以逐渐地认识其真貌。最终，格尔德·宾宁、海因里希·罗雷尔、Ch. Gerber 和 E. Weibel 发明的扫描隧道显微镜获得了7×7重构在实空间上的图像。7×7重构的完整结构细节也已由大规模并行计算所确认。

### Au(100)表面

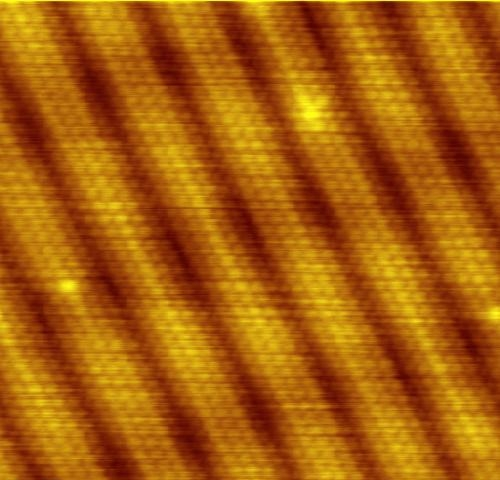
扫描隧道显微镜下干净Au(100)表面上的重构。图中较亮的条纹是金原子在表面上排成的几个原子宽度的队列。

金的晶体结构是面心立方，Au(100)表面却重构为扭曲的六角形相。这个六角形相常常被认为是一种(28×5)结构，且相对于[011]方向扭曲和旋转了约0.81°。当温度高于970K时，Au(100)表面发生相变，出现一种未旋转的六角形结构。